# Stethynium varidentatum
Stethynium varidentatum är en stekelart som beskrevs av Girault 1938. Stethynium varidentatum ingår i släktet Stethynium och familjen dvärgsteklar. Inga underarter finns listade i Catalogue of Life.